# Râul Zlodica
Râul Zlodica este un curs de apă, afluent al râului Buhalnița din județul Iași. 